# Киллик
Киллик (на турски: Killik) е село в Мала Азия, Турция, Вилает Балъкесир.

## История
В 19 век Киллик е едно от селата на малоазийските българи.
Българското население на Киллик се изселва в България през 1914 година.